# Bauhinia forficata
La pezuña de buey o pata de vaca (Bauhinia forficata, antes B. candicans) es un árbol de la familia de las fabáceas, nativa de América del Sur.

## Distribución
Se distribuye principalmente por Argentina, (Provincia de Buenos Aires, Catamarca, Chaco, Ciudad de Buenos Aires, Córdoba, Corrientes, Entre Ríos, Formosa, Jujuy, La Pampa, Mendoza, Misiones, Salta, Santa Fe, San Juan, Tucumán), Brasil (Paraná, Río Grande del Sur, Santa Catarina), Paraguay (Alto Paraná, Caaguazú, Cordillera, Itapúa), México (Nuevo León y Tamaulipas), Uruguay (Montevideo, Paysandú, Rocha, Salto, Durazno), Perú, Chile y Colombia.

## Descripción
Árbol perennifolio que puede alcanzar hasta 7 o más metros de altura. Sus flores son de color blanco y rosáceo, semejantes a las orquídeas. 
Las hojas tienen disposición alternas, simples, margen hendido y lobulado (se asemejan a la huella de una pezuña, de allí el nombre de "pezuña de buey" o "pezuña de vaca"). La forma de la hoja es orbiculada, con venación palmeada. Son perennes, con limbo de longitud entre 5-10 cm, de color verde, sin cambio de color otoñal.
El fruto es una vaina alargada, de entre 15-30 cm, de cubierta seca y dura, color marrón. No atrae a la fauna silvestre y persisten en el árbol.
Se reproduce por semillas y brotes de las raíces. Florece en primavera luego de dos o tres años aproximadamente luego de su segundo periodo de crecimiento.

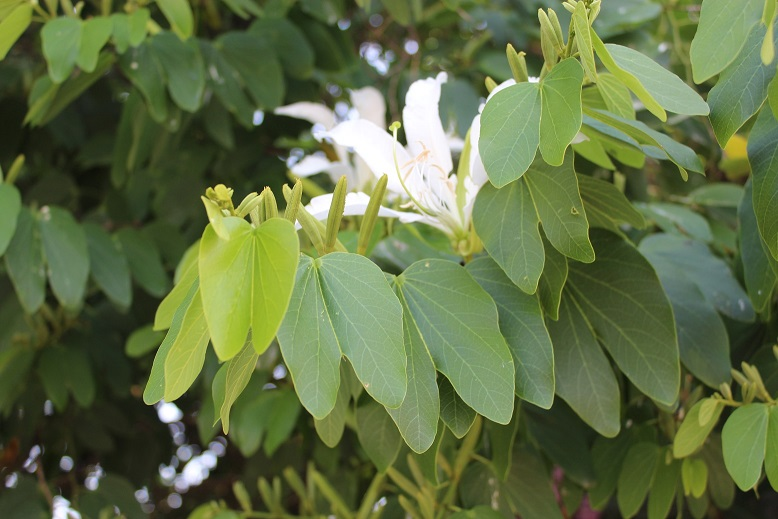
Hojas de B. forficata.
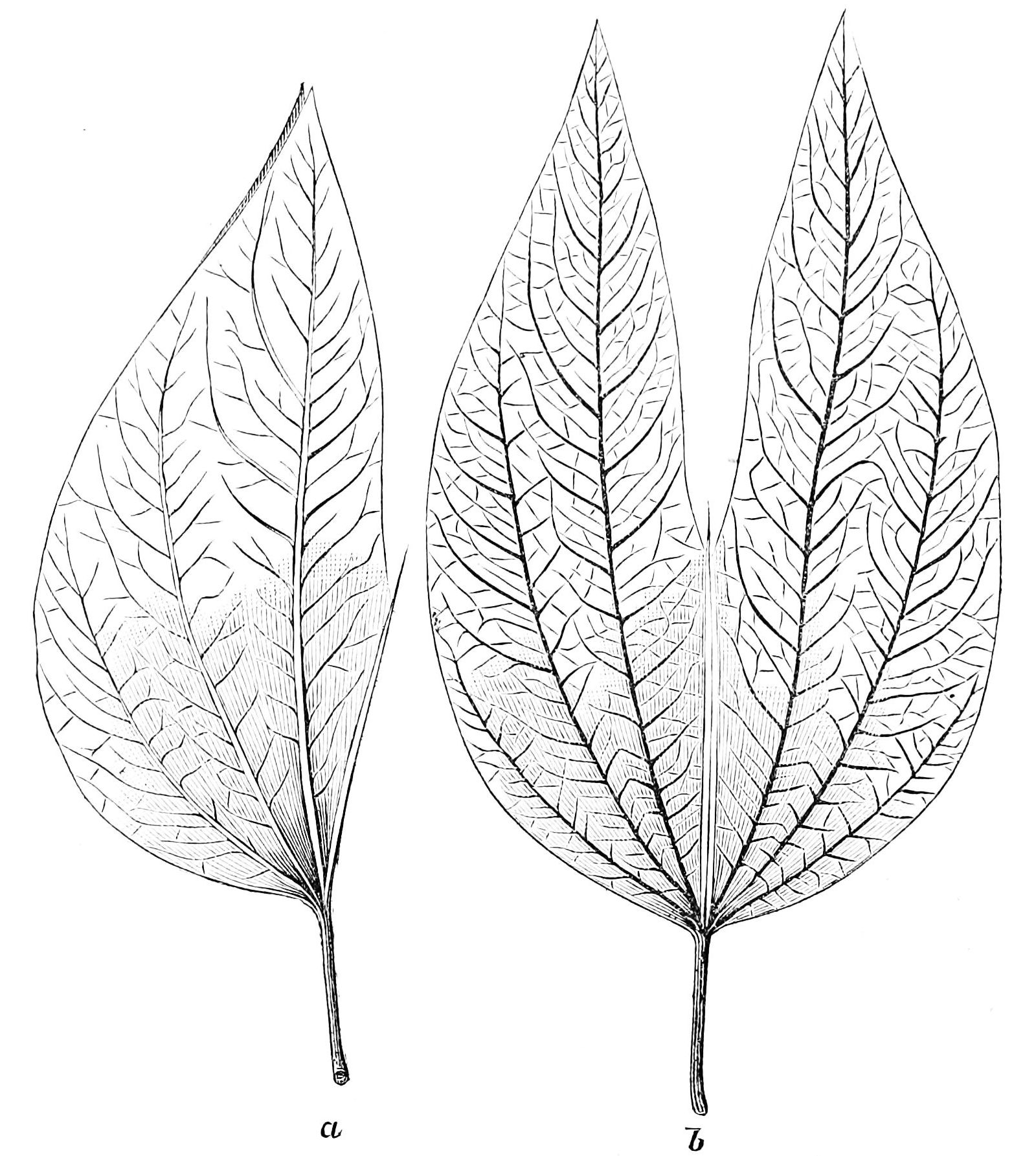
Detalle de la hoja: a: vista lateral y b: vista de frente.
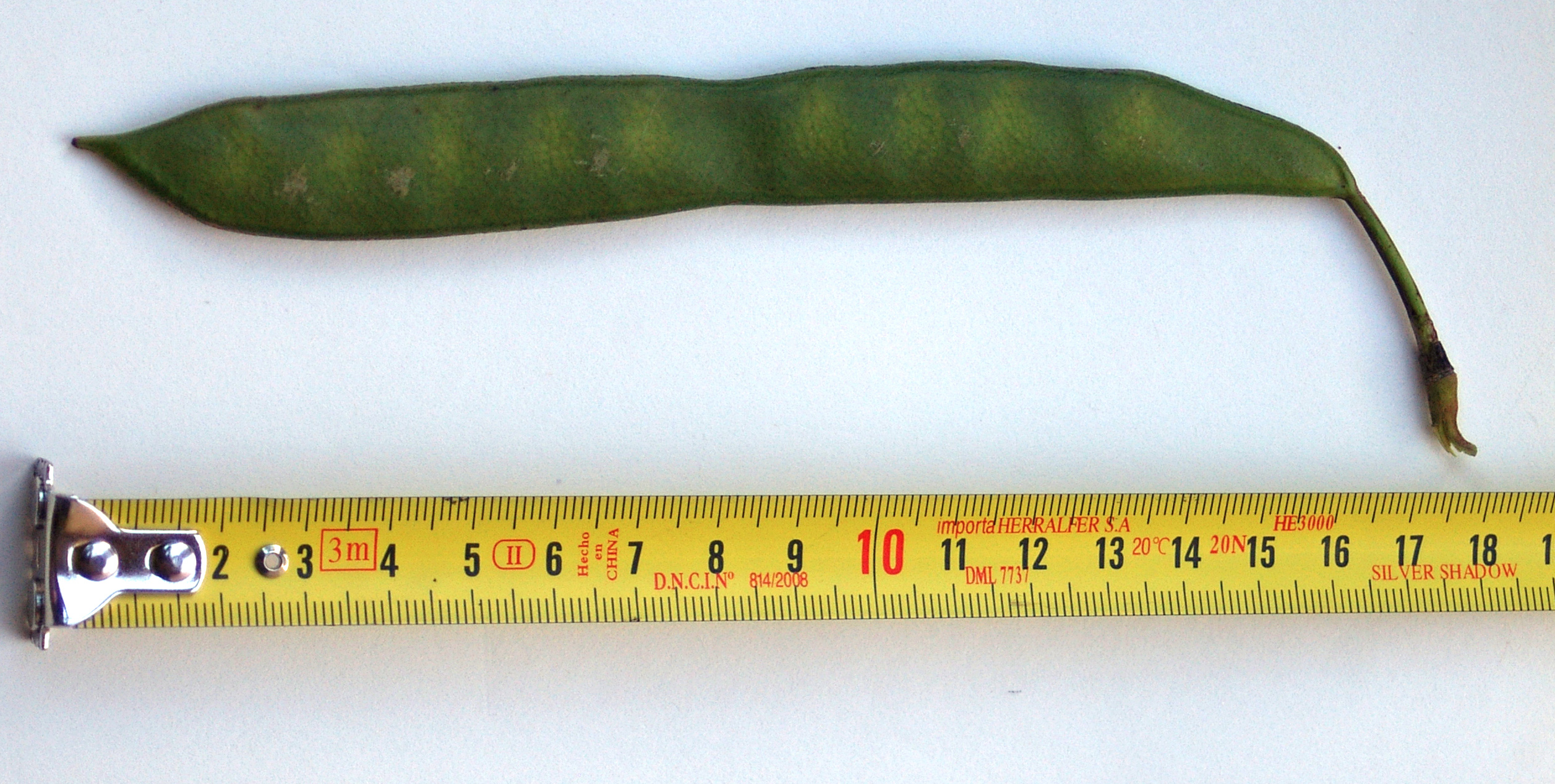
Fruto.

## Usos
De él se aprovecha su madera, conocida como falsa caoba, aunque su uso más difundido es como planta medicinal. En este sentido, han sido bien estudiadas sus propiedades como  hipoglucemiante y diurético. También se usa como astringente, cicatrizante y antiséptico.

## Taxonomía
Bauhinia forficata fue descrito por Johann Heinrich Friedrich Link  y publicado en  Enumeratio Plantarum Horti Regii Berolinensis Altera 1: 404. 1821.
Etimología
- Bauhinia: nombre genérico nombrado en honor de los hermanos herboristas y botánicos suizos; Caspar (1560-1624) y Johann Bauhin  (1541-1613). El primero fue botánico y médico, autor de un índice de  nombres de plantas y sus sinónimos llamado Pinax Theatri botanici, y profesor de anatomía y botánica en la Universidad de Basilea, que distinguía entre género y especie, y fue el primero en establecer un sistema científico de la nomenclatura, mientras que el segundo fue coautor de la gran obra Historia Plantarum universalis, publicado cuarenta años después de su muerte.[6]
- forficata: epíteto latino que significa "fortificada".[7]

Sinonimia
- Bauhinia candicans Benth.,
- Bauhinia aculeata Vell.,
- Bauhinia brasiliensis Vogel.